# Думитраке, Богдан
Богдан Думитраке (рум. Bogdan Dumitrache; род. 2 мая 1977, Бухарест, Румыния) — румынский актёр театра, кино и телевидения, наиболее известный по своим ролям в фильмах румынской новой волны.

## Биография
Богдан окончил театральный факультет в 1999 году, где он учился под руководством профессора Мирчи Албулеску. Дебютировал в бухарестском театре имени Константина И. Нотарры в 2000 году, где сыграл в пьесе Биляны Срблянович «Белградская трилогия». В 2002 году совместно с актёром Драгошем Букуром основал агентство по кастингу «ExitFilms».

## Избранная фильмография
- Дорога (2004)
- Смерть господина Лазареску (2005)
- Как я встретил конец света (2006)
- Портрет молодого воина (2010)
- По течению (2010)
- Дамский угодник (2011)
- Лучшие намерения (2011)
- Поза ребёнка (2013)

## Премии
- Кинофестиваль в Локарно, премия лучшему актёру, фильм «Лучшие намерения»
- Премия «Гопо» лучшему актёру второго плана, фильм «Портрет молодого воина»